# Serie A 1950-1951 (rugby a 15)
La serie A 1950-51 fu il 21º campionato nazionale italiano di rugby a 15 di prima divisione.
Si tenne dall’8 ottobre 1950 al 1º aprile 1951 tra 12 squadre e terminò incompleto: solo 5 squadre disputarono tutti i 22 incontri previsti, mentre altre dovettero saltare gli incontri per rinvio, in maggior parte quelli contro la Giovinezza di Trieste, che terminò il campionato al penultimo posto; retrocessa in serie B, la società di fatto svanì dal panorama rugbistico nazionale.
Per via del calendario internazionale e anche in considerazione che gli incontri non avrebbero comunque modificato la classifica, la Federazione decise di non disputare i recuperi.
Si presentò per la prima volta al campionato il CUS Roma, primo club universitario del dopoguerra a riaffacciarsi nel torneo dopo le esperienze dei GUF d'epoca fascista.
Si laureò campione d'Italia il Rovigo, che iscrisse per la prima volta il suo nome nell'albo (quinta squadra del rugby italiano a vincere uno scudetto) e iniziò una serie di quattro titoli consecutivi.
Il neoarrivato CUS Roma retrocesse subito in serie B, così come la citata Giovinezza e il Genova; le tre retrocessioni servirono per abbassare il numero di squadre da 12 a 10 per il campionato successivo, a fronte di una sola promozione dalla serie B (che in quella stagione fu conseguita da L’Aquila).

## Squadre partecipanti
- Amatori Milano
- Bologna
- Brescia
- CUS Roma
- Genova
- Giovinezza (Trieste)

- Rugby Milano
- Napoli
- Parma
- Petrarca (Padova)
- Rugby Roma
- Rovigo

## Risultati
|      | 1ª/12ª giornata             |      |
| ---- | --------------------------- | ---- |
| 21-0 | Parma - Giovinezza          | n.d. |
| 19-3 | Rugby Roma - Bologna        | 6-3  |
| 24-0 | Rovigo - Brescia            | 9-0  |
| 17-3 | Amatori Milano - Petrarca   | 3-0  |
| 6-3  | Napoli - CUS Roma           | 3-5  |
| 3-6  | Genova - Milano             | 0-9  |
|      |                             |      |
|      | 4ª/15ª giornata             |      |
| 3-3  | Petrarca - Brescia          | 0-0  |
| 11-3 | Napoli - Parma              | 0-9  |
| 0-3  | Giovinezza - Rugby Roma     | 0-30 |
| 0-24 | Milano- Amatori Milano      | 11-3 |
| 3-0  | CUS Roma - Genova           | 8-21 |
| 8-3  | Bologna - Rovigo            | 3-24 |
|      |                             |      |
|      | 7ª/18ª giornata             |      |
| 29-8 | Parma - Genova              | n.d. |
| 3-3  | Rovigo - Rugby Roma         | 6-6  |
| 6-0  | Brescia- Bologna            | 0-0  |
| 19-0 | Amatori Milano - Giovinezza | 3-0  |
| 0-3  | Napoli - Milano             | 3-14 |
| 3-0  | CUS Roma - Petrarca         | 3-15 |
|      |                             |      |
|      | 10ª/21ª giornata            |      |
| 3-6  | Bologna - Petrarca          | 3-6  |
| 0-3  | Giovinezza - Milano         | 0-6  |
| 0-13 | Amatori Milano - Rovigo     | 0-11 |
| 0-6  | Genova - Napoli             | 6-15 |
| 6-3  | Parma - Brescia             | 5-10 |
| 9-0  | Rugby Roma - CUS Roma       | 15-3 |

|       | 2ª/13ª giornata             |      |
| ----- | --------------------------- | ---- |
| 3-13  | CUS Roma - Brescia          | 0-6  |
| 0-0   | Petrarca - Parma            | 3-6  |
| 9-3   | Giovinezza - Bologna        | 0-6  |
| 3-12  | Genova - Rovigo             | 0-48 |
| 8-9   | Milano- Rugby Roma          | 6-6  |
| 9-3   | Napoli - Amatori Milano     | 0-16 |
|       |                             |      |
|       | 5ª/16ª giornata             |      |
| 26-0  | Amatori Milano - Bologna    | 3-3  |
| 22-0  | Parma - CUS Roma            | 11-6 |
| 3-6   | Brescia- Milano             | 3-20 |
| 6-0   | Rugby Roma - Napoli         | 8-3  |
| 6-3   | Genova - Giovinezza         | 0-6  |
| 16-0  | Rovigo - Petrarca           | 6-0  |
|       |                             |      |
|       | 8ª/19ª giornata             |      |
| 3-3   | Petrarca - Milano           | 0-0  |
| 0-3   | Giovinezza - Napoli         | 0-17 |
| 0-3   | Genova - Brescia            | 0-11 |
| 3-11  | CUS Roma - Rovigo           | 0-19 |
| 8-0   | Amatori Milano - Rugby Roma | 0-14 |
| 12-12 | Parma - Bologna             | 20-6 |
|       |                             |      |
|       | 11ª/22ª giornata            |      |
| 15-3  | Rovigo - Napoli             | 3-5  |
| 3-3   | Amatori Milano - Parma      | 3-16 |
| 0-12  | Bologna - Milano            | 3-6  |
| 6-3   | Petrarca - Genova           | 6-5  |
| 0-3   | Brescia- Rugby Roma         | 5-0  |
| 0-0   | CUS Roma - Giovinezza       | n.d. |

|      | 3ª/14ª giornata           |       |
| ---- | ------------------------- | ----- |
| 6-3  | Brescia- Napoli           | 6-3   |
| 6-0  | Parma - Milano            | 0-3   |
| 9-6  | Rovigo - Giovinezza       | 37-0  |
| 12-3 | Bologna - Genova          | 6-0   |
| 14-3 | Amatori Milano - CUS Roma | 3-0   |
| 11-3 | Rugby Roma - Petrarca     | 3-6   |
|      |                           |       |
|      | 6ª/17ª giornata           |       |
| 9-6  | Rugby Roma - Parma        | 0-5   |
| 6-0  | Bologna - CUS Roma        | 5-0   |
| n.d. | Giovinezza - Brescia      | 3-25  |
| 0-3  | Genova - Amatori Milano   | 0-32  |
| 0-11 | Milano- Rovigo            | 0-11  |
| 3-0  | Petrarca - Napoli         | 0-6   |
|      |                           |       |
|      | 9ª/20ª giornata           |       |
| 6-13 | Rovigo - Parma            | 6-3   |
| 0-0  | Milano- CUS Roma          | 0-0   |
| 6-0  | Napoli - Bologna          | 0-23  |
| 17-0 | Rugby Roma - Genova       | 16-5  |
| 0-3  | Brescia- Amatori Milano   | 12-17 |
| 6-0  | Petrarca - Giovinezza     | 6-0   |

## Classifica
| Pos | Squadra        | G  | V  | N | P  | PF  | PS  | DP   | Pt |
| --- | -------------- | -- | -- | - | -- | --- | --- | ---- | -- |
| 1   | Rovigo         | 21 | 17 | 1 | 3  | 297 | 50  | +247 | 35 |
| 2   | Rugby Roma     | 21 | 15 | 2 | 4  | 187 | 67  | +120 | 32 |
| 3   | Amatori Milano | 22 | 14 | 2 | 6  | 203 | 98  | +105 | 30 |
| 4   | Rugby Milano   | 22 | 12 | 5 | 5  | 116 | 88  | +28  | 29 |
| 5   | Parma          | 20 | 12 | 3 | 5  | 196 | 89  | +107 | 27 |
| 6   | Brescia        | 21 | 10 | 3 | 8  | 115 | 108 | +7   | 23 |
| 7   | Petrarca       | 22 | 9  | 5 | 8  | 75  | 91  | −16  | 23 |
| 8   | Napoli         | 22 | 10 | 0 | 12 | 102 | 132 | −30  | 20 |
| 9   | Bologna        | 22 | 7  | 3 | 12 | 108 | 167 | −59  | 17 |
| 10  | CUS Roma       | 21 | 3  | 3 | 15 | 43  | 179 | −136 | 9  |
| 11  | Giovinezza     | 19 | 2  | 1 | 16 | 27  | 203 | −176 | 3  |
| 12  | Genova         | 21 | 2  | 0 | 19 | 60  | 257 | −197 | 3  |

## Verdetti
- Rovigo: campione d'Italia.
- CUS Roma, Giovinezza, Genova: retrocesse in serie B